# Dave Gahan

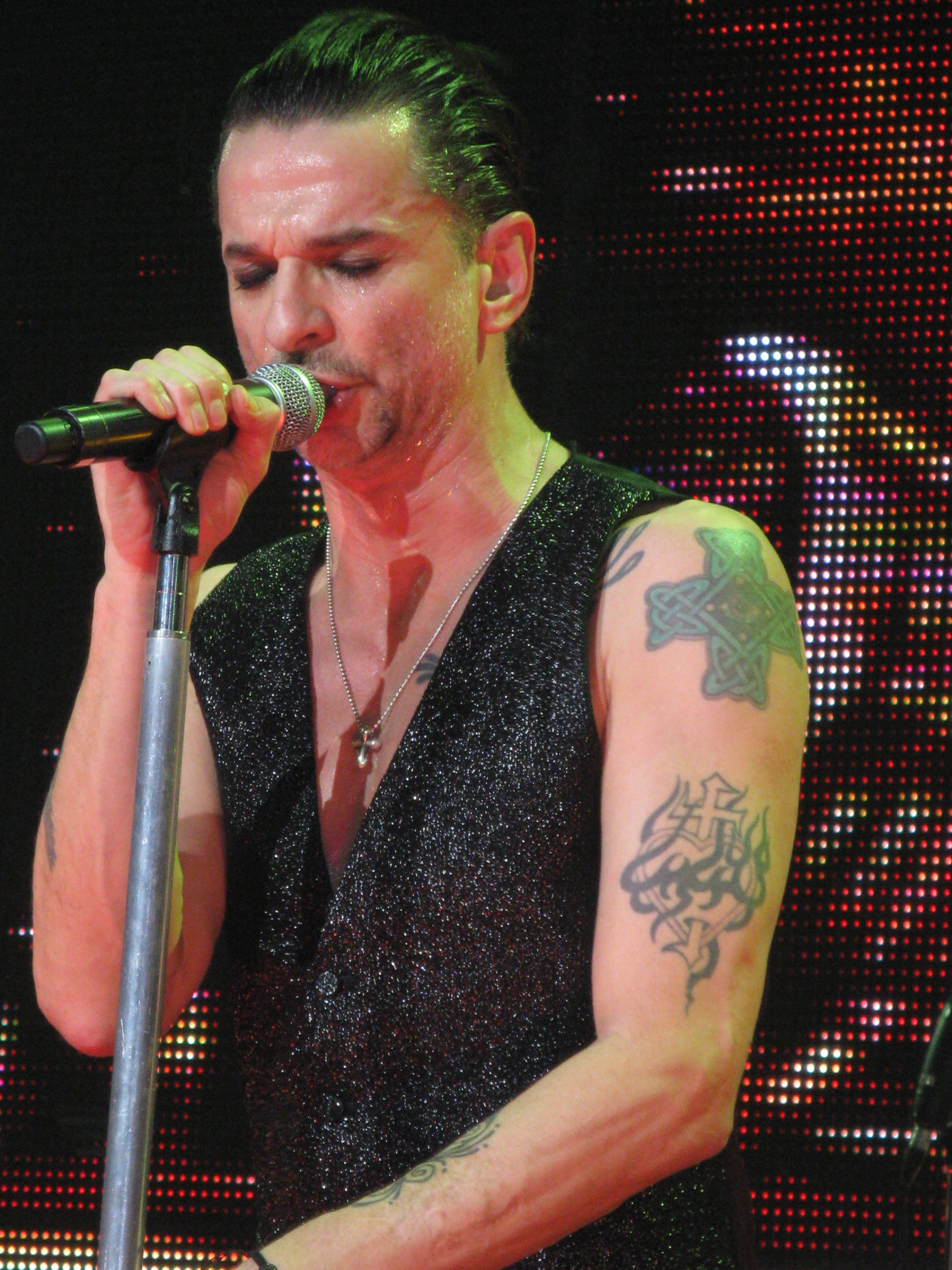
Dave Gahan mit Depeche Mode in der Royal Albert Hall in London (2010)

David „Dave“ Gahan [deɪv gɑ:n] (* 9. Mai 1962 in Epping, Essex, England als David L. Calcott) ist ein britischer Sänger und Frontmann der seit 1980 bestehenden Synthiepop-Band Depeche Mode. Im Jahr 2012 listete das Q-Magazin ihn auf Platz 73 auf der Liste der „100 Greatest Singers“ und auf Platz 27 bei den „The 100 Greatest Frontmen“.

## Kindheit und Jugend
David Gahan wuchs in schwierigen Verhältnissen auf. Bereits kurz nach seiner Geburt trennten sich seine Eltern; zu seinem leiblichen Vater Leonard William Frederick „Len“ Callcott, einem Busfahrer mit malaysischen Wurzeln, hatte er keinen Kontakt mehr. Mutter Sylvia Ruth Bayliss heiratete kurz darauf ihren zweiten Ehemann Jack Gahan, der David und seine ältere Schwester Susan adoptierte. Die Brüder Peter und Philip erweiterten kurz darauf die Gahan-Familie. Jedoch verstarb sein Adoptivvater, als David zehn Jahre alt war. Im Alter von 13 Jahren schloss sich Gahan der Punk-Szene an. Er wurde kriminell, besprühte Hauswände und stahl Autos, die er verkaufte, um seine Familie finanziell zu unterstützen. Dies gipfelte kurzzeitig in einem Aufenthalt in einem Jugendgefängnis.
Nach Abschluss der Schule versuchte Gahan, sich mit diversen Jobs über Wasser zu halten, bis er schließlich am Southend Art College, einer Kunsthochschule, angenommen wurde. Dort schloss er eine Ausbildung zum Designer ab. Zu dieser Zeit war er noch immer stark vom Punk-Rock geprägt, hörte Gruppen wie Generation X und The Damned und besuchte deren Konzerte.

## Karriere

### Aufstieg mit Depeche Mode

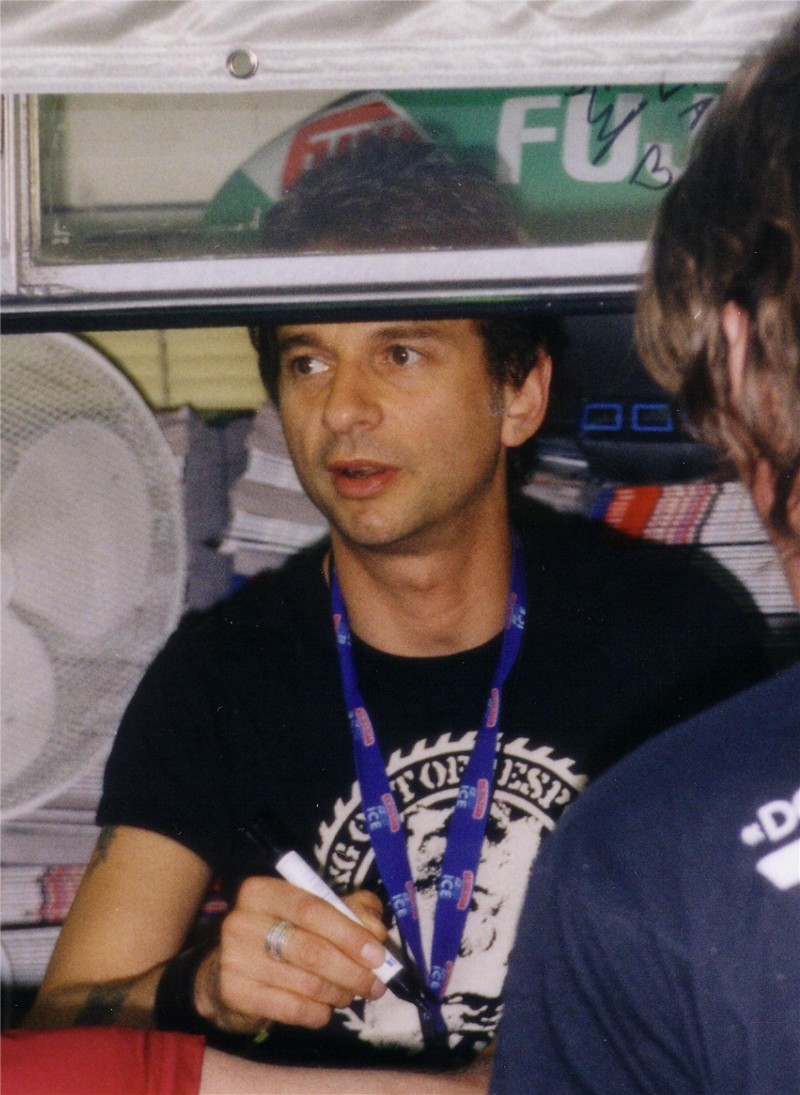
Gahan beim Schreiben von Autogrammen (2003)

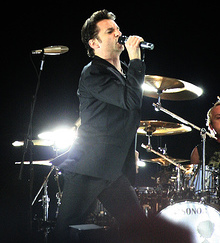
Gahan mit Depeche Mode in London (2006)

1979 traf Gahan auf Vince Clarke, der gerade zusammen mit Martin Gore die Band French Look gegründet hatte. Gahan übernahm für die Band Tätigkeiten am Mischpult. Aus French Look ging kurze Zeit später die Band Composition of Sound hervor, an der auch Andrew Fletcher beteiligt war. Zunächst übernahm Gahan Roadie-Tätigkeiten, später engagierte ihn die Band als Sänger. Anschließend benannte sich die Band in Depeche Mode um. Den Namen hatte Gahan vorgeschlagen, inspiriert durch das französische Modemagazin Dépêche Mode.
Nachdem die Band von Daniel Miller, dem Chef des Plattenlabels Mute, bei einem Konzert entdeckt wurde, erschien 1981 das erste Album Speak & Spell. Die dritte Single-Auskopplung Just Can’t Get Enough erreichte in Großbritannien bereits Chartplatz acht. Mit der Single People Are People gelang Depeche Mode 1984 der internationale Durchbruch (u. a. Platz eins in Deutschland), 1988 erreichte die Band ihren vorläufigen Höhepunkt, als sie im Pasadena Rosebowl Stadium vor über 60.000 Zuschauern das Abschlusskonzert einer 101 Auftritte umfassenden Welttournee gab.

### Solo
Bei Depeche Mode schreibt Martin Gore die Songs. Doch nach seinen Drogenerfahrungen entdeckte auch Gahan die Lust am Songschreiben. Auf die Alben Ultra und Exciter schaffte es allerdings keiner seiner Songs. Deshalb entschied er sich dafür, ein Solo-Album zu veröffentlichen. Nach der Exciter-Tour ging er mit seinem Freund Knox Chandler ins Studio, 2003 schließlich erschien Paper Monsters. Auf der folgenden weltweiten Tour spielte Gahan mit seiner Band, bestehend aus Knox Chandler (Gitarre), Martyn LeNoble (Bass), Vincent Jones (Keyboard) und Victor Indrizzo (Schlagzeug), neben seinen neuen Songs auch Depeche-Mode-Klassiker. Anfang 2004 wurde die Tour-DVD Live Monsters veröffentlicht.
Bestärkt durch den Erfolg seines Soloalbums setzte Gahan durch, dass das nächste Depeche-Mode-Album Playing the Angel auch drei Songs von ihm enthielt: Suffer Well, I Want It All und Nothing’s Impossible. Suffer Well wurde sogar als Single veröffentlicht und 2007 für den Grammy als „Best Dance Recording“ nominiert.

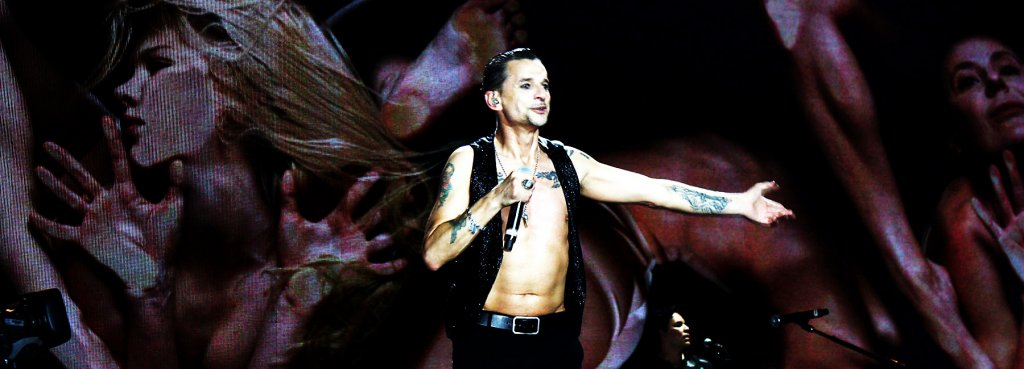
Gahan live beim Bilbao BBK 2013

Im Mai 2007 trat Gahan erstmals wieder zusammen mit den alten Bandkollegen seiner Solotour, LeNoble, Indrizzo und Jones, auf. Außerdem wurde Gahan bei den zwei Songs im Rahmen der Benefiz-Veranstaltung MusiCares von John Frusciante (Red Hot Chili Peppers) begleitet. Am Rande dieses Kurzkonzerts gab Gahan bekannt, dass er an seinem zweiten Soloalbum Hourglass arbeitet.
Die erste Single Kingdom erschien am 27. August 2007 – zunächst nur als Download. Nachdem seit Juli 2007 auch Downloads in den deutschen Singlecharts berücksichtigt werden, ist Kingdom somit das erste Lied in der Geschichte der Hitparade, das sich allein aufgrund der Download-Verkäufe in den Top 100 platzieren konnte. Die CD-Version von Kingdom erschien am 5. Oktober, das Album Hourglass folgte am 19. Oktober.
Im Jahr 2012 war Gahan der Sänger sowie Songwriter des neuen Soulsavers-Album The Light the Dead See. Das Album erschien im Mai 2012. Das komplette Album war schon am 15. Mai vorweg im Stream zu hören. Der Nachfolger davon erschien im Oktober 2015 mit dem Titel Angels & Ghosts. Am 12. November 2021 erschien das dritte mit Soulsavers gemeinsame Album Imposter, welches nur Coverversionen von Liedern enthält, die für Gahan laut seiner Aussage eine besondere und persönliche Bedeutung haben, wie z. B. der von Elvis bereits gecoverte Song Always On My Mind.

## Privatleben

### Familie
Gahan heiratete 1985 Joanne Fox, von der er sich 1991 scheiden ließ. Zusammen haben sie einen Sohn, Jack. 1992 heiratete er in Las Vegas die Rockjournalistin Teresa Conroy, von der er Mitte der 1990er-Jahre wieder geschieden wurde. Gahan lebt zurzeit mit seiner dritten Ehefrau Jennifer, deren Sohn (Jimmy) aus einer früheren Beziehung, den er adoptiert hat, und der gemeinsamen Tochter Stella Rose, die 1999 geboren wurde, in New York.

### Gesundheitliche Probleme
Bereits in den frühen 1990er Jahren gab sich Gahan zunehmend Drogen hin, er wurde heroin- und kokainabhängig. Nach der kräftezehrenden Devotional-Tour 1993/94 (insgesamt 174 Konzerte in 14 Monaten) wuchsen die Spannungen innerhalb der Band. Nach einem Suizid-Versuch am 17. August 1995 wurde er in eine Entzugsklinik eingewiesen. Bereits nach wenigen Tagen wurde er wieder entlassen. Am 28. Mai 1996 spritzte er sich in einem Hotelzimmer einen Speedball, einen Cocktail aus Heroin und Kokain. Er war daraufhin für zwei Minuten klinisch tot, jedoch konnte ihn der Rettungsdienst wiederbeleben. Erneut kam er in eine Entzugsklinik, diesmal auf gerichtliche Anordnung für neun Monate. Nunmehr schaffte er den Ausstieg und ist seitdem nach eigener Aussage clean. Die Band setzte daraufhin die Aufnahmen zum nächsten Album Ultra fort, das bereits 1997 erschien. Es gab aber aufgrund der damaligen Probleme nur wenige kleine Auftritte anstatt einer Tour.
Mitte Mai 2009 wurde die „Tour of the Universe“ unterbrochen, da Gahan nach offiziellen Angaben an einer Magen-Darm-Infektion litt. Kurz darauf musste er sich in New York der operativen Entfernung eines bösartigen Blasentumors unterziehen.

## Diskografie

### Studioalben
| Jahr | Titel                  | Höchstplatzierung, Gesamtwochen, AuszeichnungChartplatzierungen (Jahr, Titel, Platzierungen, Wochen, Auszeichnungen, Anmerkungen) | Höchstplatzierung, Gesamtwochen, AuszeichnungChartplatzierungen (Jahr, Titel, Platzierungen, Wochen, Auszeichnungen, Anmerkungen) | Höchstplatzierung, Gesamtwochen, AuszeichnungChartplatzierungen (Jahr, Titel, Platzierungen, Wochen, Auszeichnungen, Anmerkungen) | Höchstplatzierung, Gesamtwochen, AuszeichnungChartplatzierungen (Jahr, Titel, Platzierungen, Wochen, Auszeichnungen, Anmerkungen) | Anmerkungen                                                |
| Jahr | Titel                  | DE | AT | CH | UK | Anmerkungen                                                |
| ---- | ---------------------- | --- | --- | --- | --- | ---------------------------------------------------------- |
| 2003 | Paper Monsters         | DE5 (14 Wo.)DE | AT43 (3 Wo.)AT | CH10 (5 Wo.)CH | UK36 (2 Wo.)UK | Erstveröffentlichung: 2. Juni 2003                         |
| 2007 | Hourglass              | DE2 (8 Wo.)DE | AT15 (3 Wo.)AT | CH5 (5 Wo.)CH | UK50 (1 Wo.)UK | Erstveröffentlichung: 22. Oktober 2007                     |
| 2012 | The Light the Dead See | DE12 (4 Wo.)DE | AT49 (1 Wo.)AT | CH30 (1 Wo.)CH | UK69 (1 Wo.)UK | Erstveröffentlichung: 21. Mai 2012 mit den Soulsavers      |
| 2015 | Angels & Ghosts        | DE5 (5 Wo.)DE | AT18 (2 Wo.)AT | CH5 (4 Wo.)CH | UK27 (1 Wo.)UK | Erstveröffentlichung: 23. Oktober 2015 mit den Soulsavers  |
| 2021 | Imposter               | DE12 (6 Wo.)DE | AT11 (2 Wo.)AT | CH9 (6 Wo.)CH | UK65 (1 Wo.)UK | Erstveröffentlichung: 12. November 2021 mit den Soulsavers |

### Livealben
- 2004: Soundtrack to Live Monsters

### Singles
| Jahr | Titel Album                                       | Höchstplatzierung, Gesamtwochen, AuszeichnungChartplatzierungen (Jahr, Titel, Album, Platzierungen, Wochen, Auszeichnungen, Anmerkungen) | Höchstplatzierung, Gesamtwochen, AuszeichnungChartplatzierungen (Jahr, Titel, Album, Platzierungen, Wochen, Auszeichnungen, Anmerkungen) | Höchstplatzierung, Gesamtwochen, AuszeichnungChartplatzierungen (Jahr, Titel, Album, Platzierungen, Wochen, Auszeichnungen, Anmerkungen) | Höchstplatzierung, Gesamtwochen, AuszeichnungChartplatzierungen (Jahr, Titel, Album, Platzierungen, Wochen, Auszeichnungen, Anmerkungen) | Anmerkungen                                             |
| Jahr | Titel Album                                       | DE | AT | CH | UK | Anmerkungen                                             |
| ---- | ------------------------------------------------- | --- | --- | --- | --- | ------------------------------------------------------- |
| 2003 | Dirty Sticky Floors Paper Monsters                | DE6 (6 Wo.)DE | — | CH81 (3 Wo.)CH | UK18 (2 Wo.)UK | Erstveröffentlichung: 26. Mai 2003                      |
| 2003 | I Need You Paper Monsters                         | DE23 (5 Wo.)DE | — | — | UK27 (4 Wo.)UK | Erstveröffentlichung: 18. August                        |
| 2003 | Bottle Living / Hold On Paper Monsters            | DE19 (5 Wo.)DE | — | — | UK36 (2 Wo.)UK | Erstveröffentlichung: 27. Oktober 2003                  |
| 2004 | A Little Piece (Live) Soundtrack to Live Monsters | — | — | — | — | Erstveröffentlichung: 9. Februar 2004                   |
| 2007 | Kingdom Hourglass                                 | DE10 (10 Wo.)DE | AT41 (5 Wo.)AT | — | UK44 (2 Wo.)UK | Erstveröffentlichung: 8. Oktober 2007                   |
| 2008 | Saw Something / Deeper and Deeper Hourglass       | DE23 (5 Wo.)DE | — | — | — | Erstveröffentlichung: 14. Januar 2008                   |
| 2012 | Longest Day The Light the Dead See                | — | — | — | — | Erstveröffentlichung: 2. April 2012 mit Soulsavers      |
| 2012 | Take Me Back Home The Light the Dead See          | — | — | — | — | Erstveröffentlichung: 20. August 2012 mit Soulsavers    |
| 2015 | All of This and Nothing Angels & Ghosts           | — | — | — | — | Erstveröffentlichung: 11. September 2015 mit Soulsavers |
| 2015 | Shine Angels & Ghosts                             | — | — | — | — | Erstveröffentlichung: 10. Dezember 2015 mit Soulsavers  |
| 2021 | Metal Heart Imposter                              | — | — | — | — | Erstveröffentlichung: 8. Oktober 2021 mit Soulsavers    |
| 2021 | The Dark End of the Street Imposter               | — | — | — | — | Erstveröffentlichung: 29. Oktober 2021 mit Soulsavers   |

### Videoalben
| Jahr | Titel         | Höchstplatzierung, Gesamtwochen, AuszeichnungChartsChartplatzierungen (Jahr, Titel, Platzierungen, Wochen, Auszeichnungen, Anmerkungen) | Anmerkungen                        |
| Jahr | Titel         | DE | Anmerkungen                        |
| ---- | ------------- | --- | ---------------------------------- |
| 2004 | Live Monsters | DE46 (2 Wo.)DE | Erstveröffentlichung: 1. März 2004 |

### Beiträge für Kompilationen
- 2021: Nothing Else Matters auf The Metallica Blacklist

## Auszeichnungen für Musikverkäufe
| Goldene Schallplatte - Polen - 2007: für das Album Hourglass - Russland - 2003: für das Album Paper Monsters - 2007: für das Album Hourglass |

| Land/RegionAuszeichnungen für Musikverkäufe (Land/Region, Auszeichnungen, Verkäufe, Quellen) | Gold     | Platin | Verkäufe | Quellen      |
| -------------------------------------------------------------------------------------------- | -------- | ------ | -------- | ------------ |
| Polen (ZPAV)                                                                                 | Gold1    | —      | 25.000   | olis.pl      |
| Russland (NFPF)                                                                              | 2× Gold2 | —      | 20.000   | 2m-online.ru |
| Insgesamt                                                                                    | 3× Gold3 | —      |          |              |